# Sissi (labdarúgó)
Sisleide do Amor Lima (Esplanada, 1967. június 2. –) ismertebb nevén Sissi brazil labdarúgó, tagja volt a brazil női labdarúgó-válogatottnak. Megnyerte az Aranycipőt az 1999-es női labdarúgó-világbajnokságon, ahol hét gólt szerzett, a díjat megosztva kapta meg a kínai Szun Vennel. Jelenleg a Las Positas College Womens Soccer csapatának a vezetőedzője Livermore-ban, Kaliforniában.